# Deep Creek Lake
Pour les articles homonymes, voir Deep Creek.
Le Deep Creek Lake est un lac situé dans l'État du Maryland aux États-Unis.